# William Jackson, 1. Baron Allerton

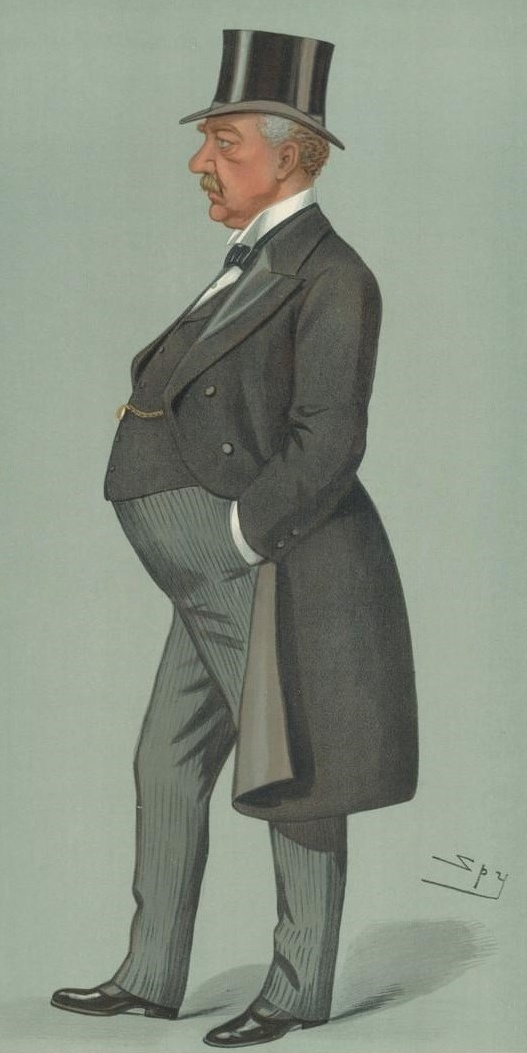
William Jackson, in einer Karikatur von Spy in der Zeitschrift Vanity Fair vom 31. August 1899

William Lawies Jackson, 1. Baron Allerton, PC (* 16. Februar 1840 in Otley, Yorkshire; † 4. April 1917 in London) war ein britischer Politiker der Conservative Party, der zwischen 1880 und 1902 Mitglied des Unterhauses (House of Commons), von 1885 bis 1886 und erneut zwischen 1886 und 1891 Finanzsekretär des Schatzamtes (Financial Secretary to the Treasury) sowie von 1891 bis 1892 Chefsekretär für Irland (Chief Secretary for Ireland) war. Ab 1902 gehörte er als Baron Allerton bis zu seinem Tode dem Oberhaus (House of Lords) als Mitglied an.

## Leben
Jackson absolvierte seine schulische Ausbildung an der Moravian School und war danach als Unternehmer in der Lederindustrie tätig. 1876 bewarb sich Fellowes ohne Erfolg für die Conservative Party im Wahlkreis Leeds für ein Mandat im Unterhaus, wurde aber bei der Wahl vom 31. März 1880 in diesem Wahlkreis zum Abgeordneten gewählt. Am 24. November 1885 wurde er für die konservativen Tories im Wahlkreis Leeds North zum Mitglied des Unterhauses (House of Commons) gewählt und gehörte diesem nunmehr bis zum 17. Juli 1902 an.
In den konservativen Regierungen von Premierminister Robert Gascoyne-Cecil, 3. Marquess of Salisbury war er von 1885 bis 1886 sowie erneut zwischen 1886 und 1891 Finanzsekretär des Schatzamtes (Financial Secretary to the Treasury). Am 30. Juni 1890 wurde er Mitglied des Geheimen Kronrates (Privy Council). Zuletzt wurde er am 9. November 1891 Nachfolger von Arthur James Balfour als Chefsekretär für Irland (Chief Secretary for Ireland) und übte dieses Amt bis zum 11. August 1892 aus. Zugleich wurde er 1891 Mitglied des Geheimen Kronrates von Irland.
Nach seinem Ausscheiden aus dem Unterhaus wurde Jackson am 17. Juli 1902 als Baron Allerton, of Chapel-Allerton in the West Riding of the County of York, in den erblichen Adelsstand der Peerage of the United Kingdom erhoben und gehörte damit bis zu seinem Tode dem Oberhaus (House of Lords) als Mitglied an. Er war ferner Vorstandsvorsitzender der Eisenbahngesellschaft Great Northern Railway. Nach seinem Tode wurde er in Chapel Allerton in Yorkshire beigesetzt.
Aus seiner am 10. Oktober 1860 geschlossenen Ehe gingen zwei Söhne hervor. Sein älterer Sohn George Herbert Jackson erbte nach seinem Tode den Titel als 2. Baron Allerton. Sein jüngerer Sohn Francis Stanley Jackson war 1905 Kapitän der englischen Cricket-Nationalmannschaft, zwischen 1915 und 1926 Mitglied des Unterhauses, von 1923 bis 1926 Vorsitzender (Chairman) der Conservative Party sowie zwischen 1927 und 1932 Gouverneur von Bengalen.